# Amsterdam Metro
 Der er for få eller ingen kildehenvisninger i denne artikel, hvilket er et problem. Du kan hjælpe ved at angive troværdige kilder til de påstande, som fremføres i artiklen.

Amsterdam Metro (hollandsk: Amsterdamse metro) er en undergrundsbane i Amsterdam, Nederlandene. Metroen åbnede i 1977 og består i dag af tre linjer fra Centraal Station til de sydlige og sydøstlige forstæder samt en ringlinie. En fjerde linje i nord-sydlig retning, Noord/Zuidlijn, er under konstruktion og planlægges at åbne i 2018. Metroen drives af Gemeentelijk Vervoerbedrijf, der også driver busser, sporvogne og færger i Asmterdam. 
Metroen er ikke det vigtigste transportmiddel i den indre by, idet mange tager sporvognen eller cykler. Der er heller ikke mange Metro-stationer i centrum. Metroen er mere benyttet i forstæderne, f.eks. Bijlmer, Amstelveen og Amsterdam Noord.

## Linienet

### Line 50 (grøn)
| Line 50: Isolatorweg - Gein |
| Isolatorweg - Sloterdijk NS - De Vlugtlaan - Van Galenstraat - Postjesweg - Lelylaan NS - Heemstedestraat - Sneevlietweg - Amstelveenseweg - Zuid NS - RAI NS - Overamstel - Van der Madeweg - Duivendrecht NS - Strandvliet - Bijlmer ArenA NS - Bullewijk - Holendrecht - Reigersbos - Gein |

### Line 51 (orange)
| Line 51: Centraal Station - Amstelveen Westwijk |
| Amsterdam Centraal - Nieuwmarkt - Waterlooplein - Weesperplein - Wibautstraat - Amstel NS - Spaklerweg - Overamstel - RAI NS - Zuid - De Boelelaan/VU - A.J. Ernststraat - Van Boshuizenstraat - Uilenstede - Kronenburg - Zonnestein - Onderuit - Oranjebaan - Amstelveen Centrum - Ouderkerkerlaan - Sportlaan - Marne - Gondel - Meent - Brink - Poortwachter - Spinnerij - Sacharovlaan - Westwijk |

### Line 52 (blå, under opførelse)
| Fremtidig linje 52 (Nord/Syd): Noord – Zuid NS                                                                  |
| Noord - Noorderpark - Amsterdam Centraal - Rokin - Vijzelgracht - Ceintuurbaan - RAI NS / Europaplein - Zuid NS |

### Line 53 (rød)
| Linje 53: Centraal Station - Gaasperplas |
| Amsterdam Centraal - Nieuwmarkt - Waterlooplein - Weesperplein - Wibautstraat - Amstelstation - Spaklerweg - Van der Madeweg - Venserpolder - Diemen Zuid NS - Verrijn Stuartweg - Ganzenhoef - Kraaiennest - Gaasperplas |

### Line 54 (gul)
| Line 54: Centraal Station - Gein |
| Amsterdam Centraal - Nieuwmarkt - Waterlooplein - Weesperplein - Wibautstraat - Amstelstation - Spaklerweg - Van der Madeweg - Duivendrecht NS - Strandvliet - Amsterdam Bijlmer ArenA - Bullewijk - Holendrecht - Reigersbos - Gein |